# San Biagio a Piazza Lombarda
San Biagio a Piazza Lombarda, även benämnd San Biagio de Scorteclariis, var en kyrkobyggnad i Rom, helgad åt den helige martyrbiskopen Blasius. Kyrkan var belägen vid Piazza Lombarda, dagens Piazza Madama, i Rione Sant'Eustachio. Kyrkan var initialt inrymd i ruinerna av Neros termer. ”Scorteclariis” syftar på distriktet Scorticlari. I detta distrikt hade garvarna, italienska conciatori, sina bodar; Scorticlari och conciatori härleds från latinets scortum, ”skinn”, ”hud”, ”läder”.

## Kyrkans historia
Denna kyrka omnämns endast i två dokument: Il Catalogo Parigino från cirka år 1230 samt i ett folkräkningsdokument, utgivet av Basilica Vaticana år 1380.
Marken, där en gång Neros termer stod, hade förvärvats av benediktinerklostret i Farfa. År 1478 avyttrade klostret Farfa San Biagio a Piazza Lombarda samt tre andra kyrkor – San Salvatore in Thermis, Santa Maria de Thermis och San Benedetto de Thermis – åt den franska nationen. Försäljningen godkändes av påve Sixtus IV (1471–1484) i en bulla, Creditam nobis desuper, promulgerad den 2 april 1478.
Det är oklart när kyrkan nedrevs.

## Omnämningar i kyrkoförteckningar
| Katalog              | År         | Benämning                    |
| -------------------- | ---------- | ---------------------------- |
| Il Catalogo Parigino | cirka 1230 | s. Blasius de Scortecclariis |